# Håkan Sjögren (professor)
Håkan Sjögren, född den 6 maj 1870 i Skärstad, Jönköpings län, död den 21 december 1934 i Uppsala domkyrkoförsamling, Uppsala, var en svensk klassisk filolog, av samma släkt som domprosten med samma namn.
Sjögren blev student vid Uppsala universitet 1889, filosofie doktor 1900 samt docent i latinska språket och litteraturen vid Uppsala universitet samma år. Han utnämndes 1924 till professor i latinska språket och litteraturen vid samma universitet. År 1919 blev han ledamot av Humanistiska vetenskapssamfundet i Uppsala. Sjögren inlade betydande förtjänster på Ciceroforskningens område, särskilt vad gäller textkritiken. Hans avhandling Commentationes Tullianæ (1910) ger vad samtiden såg som den slutgiltiga utredningen av förhållandet mellan handskrifterna till Ciceros brev. Editionen av dessa brev (1910 ff.) var hans livsverk. Först utkom Epistolarum ad Brutum liber IX (1910) och Epistolarum ad Quintum fratrem (1911), bägge i serien "Collectio scriptorum veterum Upsaliensis". Samma brev jämte några andra utgav Sjögren med något mindre textkritisk apparat, liksom M. Tullii Ciceronis scripta Vol. XI (1914) i "Bibliotheca Teubneriana". Därefter kom M. Tulli Ciceronis ad Atticum epistularum libri I-IV (1916) och M. Tulli Ciceronis scripta. Vol. IX (1923 ff.). Bland Sjögrens övriga arbeten märks De particulis copulativis apud Plautum et Terentium quaestiones selectae (1900) och Zum Gebrauch des Futurums im Altlateinischen (1906). Sjögren författade även ett stort antal artiklar på den romerska filologins område samt utvecklade en högt skattad verksamhet som populärföreläsare.